# UCI America Tour 2018
L'UCI America Tour 2018 fu la quattordicesima edizione dell'UCI America Tour, uno dei cinque circuiti continentali di ciclismo dell'Unione Ciclistica Internazionale, composto da venti corse che si disputarono tra ottobre 2017 e dicembre 2018 nel continente americano. Il vincitore della classifica individuale fu lo statunitense Gavin Mannion, migliore squadra fu la statunitense UnitedHealthcare, mentre la migliore nazione classificata fu la Colombia.

## Calendario

### Ottobre 2017
| Data | Prova              | Cat. | Vincitore     | Squadra     |
| ---- | ------------------ | ---- | ------------- | ----------- |
| 23-1 | Vuelta a Venezuela | 2.2  | Carlos Torres | JHS Grupo   |
| 27-5 | Vuelta a Guatemala | 2.2  | Manuel Rodas  | Decorabaños |

### Dicembre 2017
| Data  | Prova                               | Cat. | Vincitore         | Squadra                           |
| ----- | ----------------------------------- | ---- | ----------------- | --------------------------------- |
| 18-27 | Vuelta Ciclista a Costa Rica (2017) | 2.2  | Juan Carlos Rojas | Extralum-Frijoles Los Tierniticos |

### Gennaio
| Data  | Prova                    | Cat. | Vincitore       | Squadra                                     |
| ----- | ------------------------ | ---- | --------------- | ------------------------------------------- |
| 12-21 | Vuelta al Táchira (2018) | 2.1  | Pedro Gutiérrez | Gobierno de Yaracuy                         |
| 21-28 | Vuelta a San Juan (2018) | 2.1  | Gonzalo Najar   | Sindicato de Empleados Públicos de San Juan |

### Febbraio
| Data | Prova                     | Cat. | Vincitore   | Squadra  |
| ---- | ------------------------- | ---- | ----------- | -------- |
| 6-11 | Colombia Oro y Paz (2018) | 2.1  | Egan Bernal | Team Sky |

### Marzo
| Data | Prova                       | Cat. | Vincitore     | Squadra                    |
| ---- | --------------------------- | ---- | ------------- | -------------------------- |
| 23-1 | Vuelta Ciclista del Uruguay | 2.2  | Magno Nazaret | Funvic-São José dos Campos |

### Aprile
| Data  | Prova                                               | Cat. | Vincitore        | Squadra           |
| ----- | --------------------------------------------------- | ---- | ---------------- | ----------------- |
| 4-8   | Volta Ciclística Internacional do Rio Grande do Sul | 2.2  | annullata        | annullata         |
| 12-15 | Joe Martin Stage Race                               | 2.2  | Rubén Companioni | Holowesko-Citadel |
| 18-22 | Tour of the Gila                                    | 2.2  | Rob Britton      | Rally Cycling     |

### Maggio
| Data | Prova                         | Cat. | Vincitore    | Squadra                 |
| ---- | ----------------------------- | ---- | ------------ | ----------------------- |
| 28   | Winston-Salem Cycling Classic | 1.1  | Sam Bassetti | Elevate-KHS Pro Cycling |

### Giugno
| Data  | Prova                        | Cat. | Vincitore     | Squadra                 |
| ----- | ---------------------------- | ---- | ------------- | ----------------------- |
| 3     | Independence Cycling Classic | 1.1  |               |                         |
| 13-17 | Tour de Beauce               | 2.2  | James Piccoli | Elevate-KHS Pro Cycling |

### Luglio
| Data | Prova                        | Cat. | Vincitore        | Squadra                     |
| ---- | ---------------------------- | ---- | ---------------- | --------------------------- |
| 6-16 | Vuelta a Venezuela           | 2.2  | Matteo Spreafico | Androni Giocattoli-Sidermec |
| 8    | White Spot / Delta Road Race | 1.2  | Adam de Vos      | Rally Cycling               |
| 13   | Chrono Kristin Armstrong     | 1.2  | Serghei Țvetcov  | UnitedHealthcare            |

### Agosto
| Data  | Prova                                        | Cat. | Vincitore     | Squadra             |
| ----- | -------------------------------------------- | ---- | ------------- | ------------------- |
| 3-16  | Tour Cycliste International de la Guadeloupe | 2.2  | Boris Carène  | Carène Development  |
| 2-12  | Tour of Utah                                 | 2.HC | Sepp Kuss     | Team Lotto NL-Jumbo |
| 16-19 | Colorado Classic                             | 2.HC | Gavin Mannion | UnitedHealthcare    |

## Classifiche
Classifiche finali
| Pos. | Corridore             | Squadra          | Punti |
| ---- | --------------------- | ---------------- | ----- |
| 1    | Gavin Mannion         | UnitedHealthcare | 328   |
| 2    | Sepp Kuss             | Lotto-Jumbo      | 380   |
| 3    | Serghei Țvetcov       | UnitedHealthcare | 270   |
| 4    | Juan Sebastián Molano | Manzana          | 263   |
| 5    | Maximiliano Richeze   | Quick-Step       | 222   |
| 6    | Hugh Carthy           | EF Education     | 218   |
| 7    | Egan Bernal           | Sky              | 183   |
| 8    | Sergio Henao          | Sky              | 170   |
| 9    | Ben Hermans           | Israel A.        | 160   |
| 10   | Joe Dombrowski        | EF Education     | 155   |

| Pos. | Squadra                | Punti  |
| ---- | ---------------------- | ------ |
| 1    | UnitedHealthcare       | 777    |
| 2    | Rally Cycling          | 568    |
| 3    | Elevate–KHS            | 361    |
| 4    | Jelly Belly            | 310    |
| 5    | Medellín               | 307    |
| 6    | Start-Gusto            | 283    |
| 7    | Team Ecuador           | 281,68 |
| 8    | Israel Cycling Academy | 279    |
| 9    | Canel's–Specialized    | 279    |
| 10   | Manzana Postobón       | 271    |

| Pos. | Nazione     | Punti    |
| ---- | ----------- | -------- |
| 1    | Colombia    | 3 306,86 |
| 2    | Stati Uniti | 1 702,71 |
| 3    | Canada      | 1 347,21 |
| 4    | Ecuador     | 1 100,94 |
| 5    | Argentina   | 915      |
| 6    | Costa Rica  | 767      |
| 7    | Venezuela   | 697      |
| 8    | Brasile     | 551      |
| 9    | Guatemala   | 510,85   |
| 10   | Messico     | 501      |